# Franz Ludwig (Schauspieler)
Franz Ludwig (* 8. April 1876 in Berlin; † 16. November 1927 in Bad Neuenahr) war ein deutscher Schauspieler.

## Leben
Ludwig erhielt seine künstlerische Ausbildung bei Cord Hachmann und seinem Vater, dem bekannten Bühnenschauspieler Maximilian Ludwig (1847–1906). Sein Debüt gab er 1895 als Ensemblemitglied des Königlichen Schauspielhauses zu Berlin. Max Grube wurde in jungen Jahren zu Ludwigs großem Förderer. 1896 ging Ludwig nach Weimar, im Jahr darauf nach Halle, 1898 nach Basel und im Jahre 1900 nach Königsberg, wo er am Stadttheater auftrat. Kurz zuvor gelang Ludwig in Lübeck der Übergang ins Heldenfach, in der ostpreußischen Metropole gab er seinen Einstand als  Egmont im gleichnamigen Goethe-Stück.
In den kommenden 25 Jahren folgten Verpflichtungen nach Frankfurt am Main (Stadttheater), Mannheim (Hoftheater) und Wien (Raimundtheater). In seiner Zeit als gastierender und freischaffender Künstler kam er 1913 in Berlin auch erstmals mit dem Film in Berührung. Nach dem Ersten Weltkrieg, zu Beginn der 20er Jahre, wirkte Ludwig als Intendant und Oberspielleiter am Stadttheater von Hagen. Anschließend ging er erneut nach Berlin und beendete seine Laufbahn 1927 als Intendant des Nordmark-Landestheaters in Schleswig.

### Theaterrollen
Bereits in seinen jungen Jahren spielte Franz Ludwig die gesamte Palette jugendlicher Heldenrollen. Er gab den Hamlet, den Karl Moor, den Faust, den Fiesko, den Coriolanus, den Orestes, den Uriel Acosta, den Graf von Essex, den Wilhelm Tell, den Max Piccolomini in Schillers Wallenstein, den Tempelherrn in Nathan der Weise, den Oswald in Ibsens Gespenster, den Rosmer in Rosmersholm (ebenfalls Ibsen), den Leander in Des Meeres und der Liebe Wellen, den Röcknitz in Glück im Winkel, den Guido Colonna in Monna Vanna sowie den Prinzen von Homburg in dem gleichnamigen Kleist-Drama.

### Filmrollen
Ludwig hat wohl nur drei Filme gedreht. Diese Filme waren allesamt Biografien Otto von Bismarcks, und in allen drei Filmen spielte er die Titelrolle des Reichsgründers.

## Filmografie
- 1913: Bismarck
- 1925: Bismarck, 1. Teil
- 1926: Bismarck 1862-1898